# Football Club Canavese 2006-2007
Questa pagina raccoglie le informazioni riguardanti la Football Club Canavese nelle competizioni ufficiali della stagione 2006-2007.

## Risultati

### Serie D

#### Poule scudetto
| 13 maggio 2007 Turno eliminatorio - 1 giornata                | Tempio    | 1 – 0 | Canavese |  |
| \| \| \| \| \| Cabeccia 41’ Piantalusi 88’ \| Marcatori \| \| |           |       |          |  |
|                                                               |           |       |          |  |
| Cabeccia 41’ Piantalusi 88’                                   | Marcatori |       |          |  |

| 16 maggio 2007 Turno eliminatorio - 2 giornata           | Canavese  | 1 – 1      | Rodengo Saiano |  |
| \| \| \| \| \| Palombo 14’ \| Marcatori \| 84’ Pelati \| |           |            |                |  |
|                                                          |           |            |                |  |
| Palombo 14’                                              | Marcatori | 84’ Pelati |                |  |